# Liste der denkmalgeschützten Objekte in Chlistov
Grundlage dieser Liste der denkmalgeschützten Objekte in Chlistov ist die ÚSKP-Liste (Ústřední seznam kulturních památek České republiky, deutsch Zentrale Liste der Kulturdenkmäler der Tschechischen Republik), die von der tschechischen Denkmalschutzbehörde NPÚ (Národní památkový ústav, deutsch Nationale Denkmalbehörde) seit 1987 geführt wird und an die seit dem Jahr 1850 geschaffenen Listen anschließt.

## Denkmalgeschützte Objekte nach Ortsteilen

### Chlistov
| Lage                                                                        | Objekt                                   | Beschreibung | ÚSKP-Nr.                  | Bild               |
| --------------------------------------------------------------------------- | ---------------------------------------- | --- | ------------------------- | ------------------ |
| Chlistov, nordöstlich der Ortschaft, an der Straße nach Hradiště (Standort) | Jüdischer Friedhof                       | Jüdischer Friedhofs aus der zweiten Hälfte des 19. Jahrhunderts. Zeuge der jüdischen Besiedlung des Dorfes. Er enthält nur einen Bruchteil der ursprünglichen Grabsteine und den Rest der Umfassungsmauer mit dem Tor. | 10585/4-5005 Info Katalog | weitere Bilder     |
| Chlistov, Chlistov 32, nördlich der Kirche (Standort)                       | Haus Nr. 32                              | Zweistöckiges Fachwerkhaus mit einer Veranda und einer hängenden Fassade. Ein Beispiel für die Volksarchitektur des 19. Jahrhunderts.                                                                                  | 15101/4-2979 Info Katalog | Haus Nr. 32        |
| Chlistov (Standort)                                                         | Kirche der Erhöhung des Heiligen Kreuzes | Ursprünglich eine gotische Kirche mit einem fünfeckigen Presbyterium. Die Kirche wurde im neugotischen Stil umgebaut.                                                                                                  | 21233/4-2978 Info Katalog | weitere Bilder     |
| Chlistov, Chlistov 57 (Standort)                                            | Brunnen bei Nr. 57                       | Hölzerner Brunnen, in den 1980er-Jahren beseitigt. | 26299/4-2980 Info Katalog | BW                 |
| Chlistov, Chlistov 37 (Standort)                                            | Haus an den Seifen                       | Böhmerwaldhaus aus großen Stämmen, wahrscheinlich aus dem 18. Jahrhundert. Böhmerwald Volksarchitektur, archaisch gezimmert.                                                                                           | 33290/4-4074 Info Katalog | Haus an den Seifen |
| Chlistov, Chlistov 38, bei der Landstraße nach Dobra Voda (Standort)        | Gehöft Nr. 38                            | Mehrgeschossiges Einfamilienhaus mit einem gemauerten Erdgeschoss mit Ställen, 19. Jahrhundert. Ehemaliges jüdisches Kaufhaus.                                                                                         | 37058/4-2981 Info Katalog | Gehöft Nr. 38      |